# Asteroporpa lindneri
Asteroporpa lindneri är en ormstjärneart som beskrevs av A.H. Clark 1948. Asteroporpa lindneri ingår i släktet Asteroporpa och familjen medusahuvuden. Inga underarter finns listade i Catalogue of Life.